# Leucochimona polita
Leucochimona polita är en fjärilsart som beskrevs av Hans Ferdinand Emil Julius Stichel 1910. Leucochimona polita ingår i släktet Leucochimona och familjen Riodinidae. Inga underarter finns listade i Catalogue of Life.